# Seks oralny

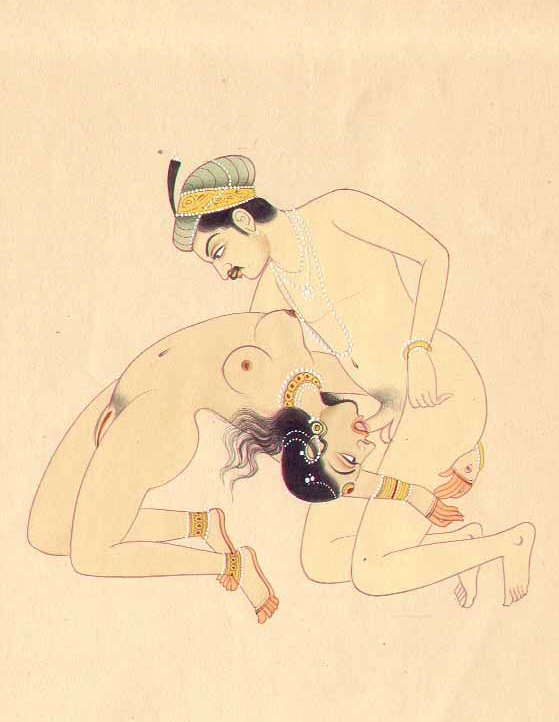
Seks oralny w Kamasutrze

Seks oralny, miłość francuska – zachowanie seksualne polegające na pieszczeniu ciała partnerki lub partnera, a w szczególności narządów płciowych oraz innych stref erogennych, z użyciem języka i ust. Seks oralny występuje we wszystkich orientacjach seksualnych. Rozróżniane jest fellatio (oralne pieszczenie męskich narządów płciowych) oraz cunnilingus (oralne pieszczenie żeńskich narządów płciowych).

## Język potoczny
Seks oralny ma wiele określeń w języku potocznym. Często używany jest zamiennie termin seks francuski, a bardziej kolokwialne formy to np. obciągać, robić laskę, robić loda (fellatio), robić minetę (cunnilingus). Coraz częściej także w Europie używa się amerykańskiego słowa blowjob. Frazy z angielskiego to go down on somebody czy to give head dotyczą obu płci. Natomiast określenie pocałunek francuski, podobnie jak angielskie french kiss, nie ma wydźwięku seksualnego i oznacza jedynie pocałunek z użyciem języka.

## Rozpowszechnienie
Według badań Zbigniewa Izdebskiego niemal połowa Polaków uprawiała kiedykolwiek seks oralny. Najbardziej rozpowszechniona jest ta forma seksualności w województwach mazowieckim i małopolskim, zaś najrzadziej w podlaskim. Do wytrysku do ust przyznaje się 24% badanych.
W czasach prehistorycznych seks oralny prawdopodobnie nie był rozpowszechniony, o czym świadczy powstanie dwóch szczepów wirusa opryszczki pospolitej – wargowego i narządów płciowych.

## Znaczenie

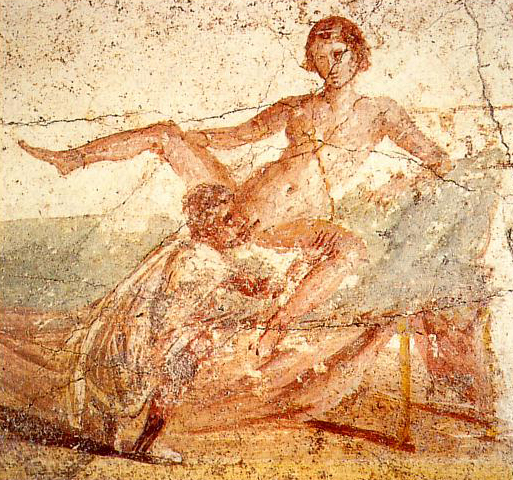
Cunnilingus na rzymskim malowidle ściennym

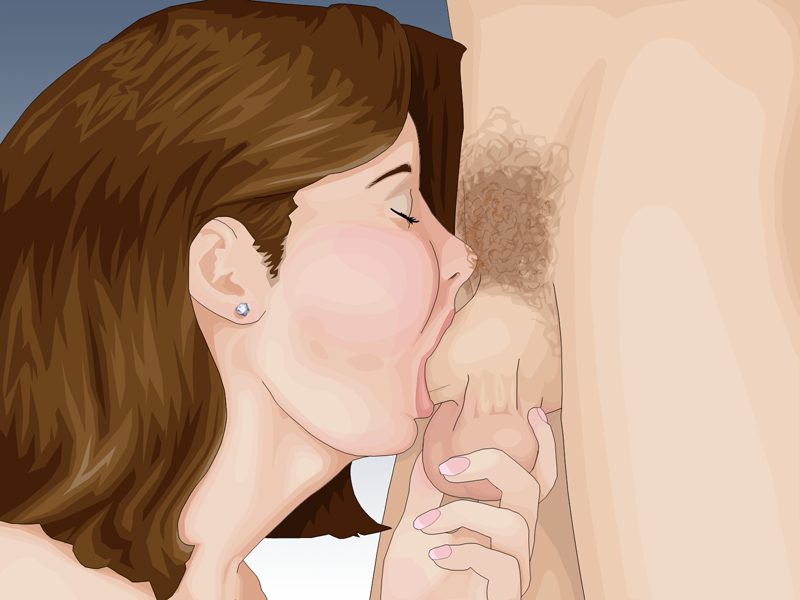
Głębokie gardło

Seks oralny jako możliwość stymulacji partnera i doprowadzenia go do orgazmu jest przez wielu ludzi odbierana jako atrakcyjne urozmaicenie życia seksualnego. Występuje także często podczas gry wstępnej, np. w celu osiągnięcia erekcji przez mężczyznę lub nawilżenia sromu przez kobietę.
Praktyki te mogą być odbierane przez oboje partnerów jako bardzo intensywne, ponieważ narządy płciowe mogą być przez usta i język pieszczone z dużą dokładnością, pozwalającą na wiele sposobów stymulacji. Jest to bardzo intymny gest, gdyż strona aktywna ma bezpośredni kontakt z zapachem i smakiem genitaliów.
Seks oralny należy oprócz stosunków dopochwowych do najbardziej rozpowszechnionych praktyk seksualnych i jest od dawna praktykowany. Ponieważ nie dochodzi do penetracji, niektórzy nie postrzegają go jako „prawdziwy” seks. Były prezydent USA Bill Clinton twierdził, że nie miał stosunków seksualnych z Monicą Lewinsky, ponieważ dochodziło jedynie do kontaktów oralnych. W terminologii prawnej seks oralny, podobnie jak spółkowanie, jest klasyfikowany jako obcowanie płciowe.
Do zalet seksu oralnego należy to, że nie jest możliwe za jego pomocą zapłodnienie i z tej przyczyny nie jest wymagana antykoncepcja. Inną zaletą jest fakt, że praktykujący decyduje, jak daleko zamierza się posunąć. Te dwa aspekty bezpieczeństwa powodują, że seks oralny jest popularny wśród młodzieży oraz w trakcie seksu grupowego. Niektórzy mężczyźni i kobiety nie uważają jednak tej formy kontaktów seksualnych za przyjemne i odrzucają możliwość pieszczenia regionów genitalnych za pomocą ust.
W kilku kulturach starożytnych, także takich, w których inne praktyki seksualne były tolerowane, seks oralny był odrzucany, przynajmniej oficjalnie. Być może było to spowodowane większą możliwością infekcji z powodu mniejszych możliwości higienicznych – drobne infekcje wówczas często miały skomplikowane skutki wskutek nierozwiniętej medycyny.

## Techniki

### Fellatio

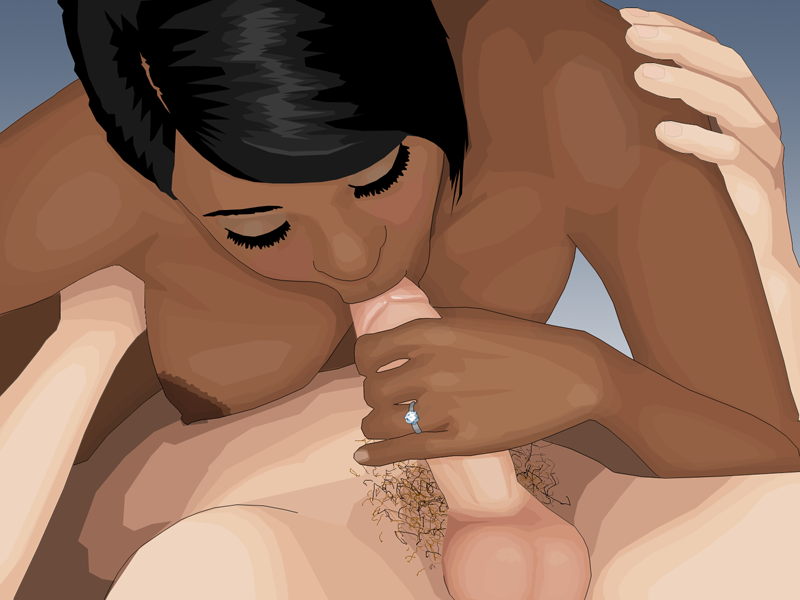
Fellatio

Męskie narządy płciowe, przede wszystkim penis, ale też moszna, mogą być w celu seksualnej stymulacji za pomocą warg i języka ssane, lizane, całowane i branie do ust. Możliwe jest stymulowanie żołędzi za pomocą okrężnych ruchów języka, to samo dotyczy trzonu penisa oraz moszny. Praktykowane jest również penetrowanie ust (irrumatio) i wykonywanie ruchów frykcyjnych bądź ruchów głową w tył i przód. Często oralna stymulacja penisa połączona jest z pieszczeniem genitaliów za pomocą rąk.
Podczas uprawiania fellatio może dojść do wytrysku, co powinno zachodzić jedynie przy obopólnej zgodzie partnerów. Wytrysk w ustach przez część osób nie jest akceptowany, natomiast przez innych odbierany jako akceptowalne zachowanie intymne.

### Cunnilingus

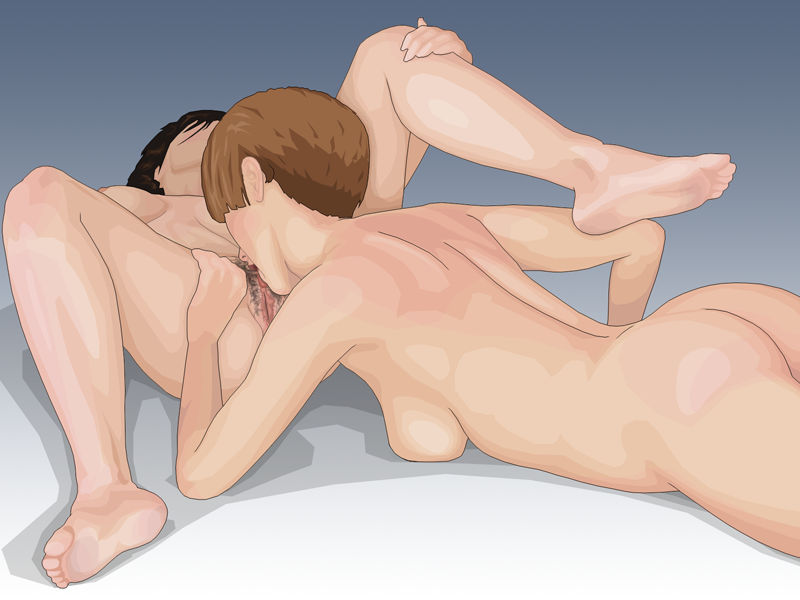
Cunnilingus

Żeńskie narządy płciowe mogą być stymulowane za pomocą ust i języka. Znaczną rolę, większą niż w przypadku stosunków waginalnych, może odegrać pieszczenie łechtaczki. Także wargi sromowe oraz wejście do pochwy mogą być bezpośrednio stymulowane podczas seksu oralnego. Poprzez tę formę kontaktów seksualnych wiele kobiet dochodzi do orgazmu z większą łatwością niż ma to miejsce w przypadku klasycznego seksu. Jest to związane z szerokimi możliwościami stymulacji przez partnera oraz z łatwym dostępem do łechtaczki, której pieszczenie dla wielu kobiet jest niezbędne do osiągnięcia orgazmu. Cunnilingus często jest połączony z pieszczotami manualnymi, w tym penetracją za pomocą palców.

### Pozycja 69

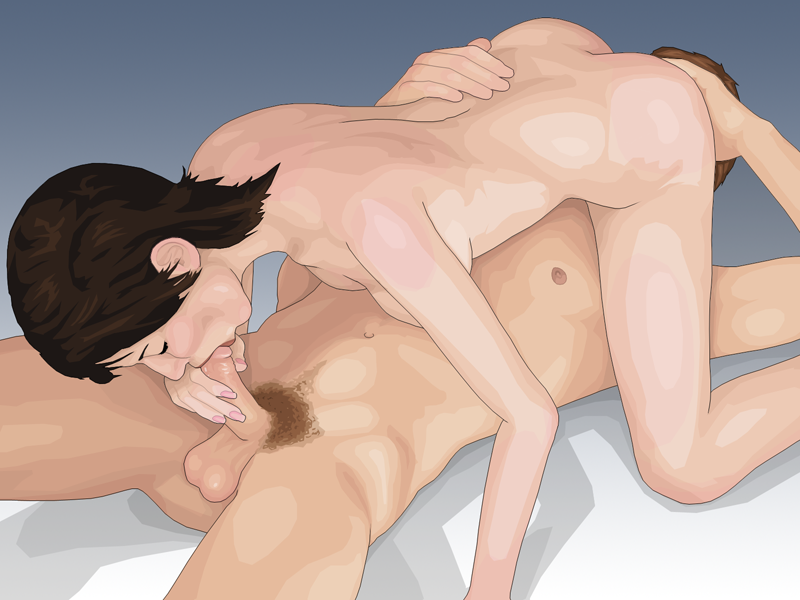
Pozycja 69

Pozycja, w której dochodzi do jednoczesnej stymulacji oralnej obojga partnerów, nosi nazwę „pozycji 69”, ze względu na podobieństwo w kształcie do arabskich cyfr 6 i 9. Istnieje kilka wariantów pozycji – partnerzy mogą leżeć obok siebie na boku lub też pod sobą, przy czym częściej spotykany jest wariant z kobietą na górze. Wariant ze stojącym mężczyzną, utrzymującym partnerkę głową w dół nosi nazwę „kaskadowe 69”.
Seks oralny w pozycji 69 dla wielu jest źródłem dodatkowej przyjemności, jest też obiektem fantazji seksualnych. Jest to częsty element gry wstępnej, jednak wiele osób nie preferuje tej formy kontaktów ze względu na brak możliwości skupienia się na dawaniu bądź odbieraniu przyjemności.

### Anilingus

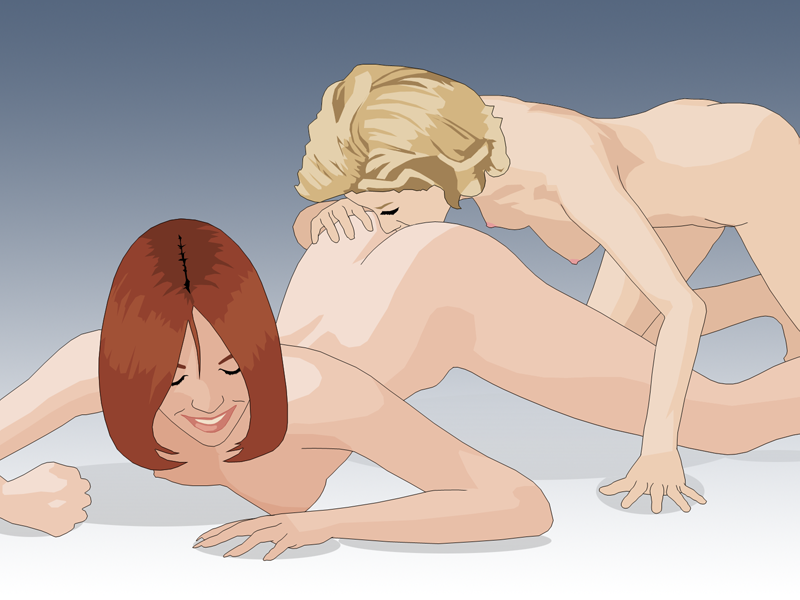
Anilingus

Odbyt pierwotnie nie zalicza się co prawda do organów płciowych, jednak jego stymulacja ustami lub językiem, tzw. anilingus, należy do oralnych technik seksualnych. Innym określeniem jest pochodzące z angielskiego rimming. Istnieje wiele wariantów, od delikatnych kontaktów z otoczeniem odbytu do intensywnej penetracji językiem. Kontakty analno-oralne wielu osobom sprawiają przyjemność, gdyż odbyt jest niezwykle czułym miejscem ciała człowieka, z wieloma zakończeniami nerwów.
Anilingus, w jeszcze większym stopniu niż zwykły seks oralny, jest kontrowersyjny ze względu na uwarunkowania kulturowe. Dla niektórych może jednak być źródłem satysfakcji seksualnej i urozmaiceniem życia erotycznego, pod warunkiem zachowania niezbędnej higieny, która jest w tym wypadku niezwykle istotna.

## Kwestie zdrowotne
Uprawianie seksu oralnego prawdopodobnie zwiększa ryzyko raka jamy ustnej i gardła u osób posiadających więcej niż 5 partnerów. Pacjenci, u których wykryto wirusa w śluzówce, uprawiali seks oralny dziesięciokrotnie częściej niż średnia.
Poprzez stosunek oralny mogą być przenoszone także choroby weneryczne, takie jak opryszczka, kiła i rzeżączka. Poza tym kontakty oralno-genitalne zwiększają ryzyko zarażenia się wirusem zapalenia wątroby typu B, a przede wszystkim poprzez anilingus wirusem zapalenia wątroby typu A.
Prawdopodobieństwo zarażenia się poprzez kontakty oralne wirusem HIV jest stosunkowo niewielkie, mimo to wskazane jest, szczególnie przy częstej zmianie partnerów, zaniechanie kontaktu ust ze spermą oraz użycie prezerwatywy. Należy także unikać uprawiania cunnilingus podczas menstruacji oraz w razie skaleczenia.
Z powodu bezpośredniego kontaktu ust z narządami płciowymi seks oralny wymaga szczególnego zachowania higieny. Przed stosunkiem należy zadbać o czystość okolic genitalnych. Wyjątkowej higieny wymaga przede wszystkim anilingus, który powinien być wykonywany jedynie bezpośrednio po kąpieli, w przeciwnym wypadku wzrasta ryzyko zakażenia.

## Religia

### Chrześcijaństwo
Katolicyzm dopuszcza stosunki oralne tylko pod określonymi warunkami. Kościół katolicki dopuszcza wszelką aktywność seksualną jedynie pomiędzy małżonkami – dotyczy to także seksu oralnego. Uprawianie seksu oralnego jest dopuszczalne jedynie w ramach gry wstępnej, pod warunkiem, że stosunek zakończy się wytryskiem w pochwie kobiety.
W protestantyzmie seks oralny, również jako akt oddzielny od stosunku dopochwowego, jest dozwolony, jednak podobnie jak każda inna forma aktywności seksualnej, może odbywać się wyłącznie w małżeństwie. Podejmowanie czynności seksualnych poza małżeństwem, obojętnie od ich rodzaju, stanowi z definicji grzech cudzołóstwa.
Świadkowie Jehowy uważają, że uprawianie seksu oralnego jest zarezerwowane wyłącznie dla małżeństw, przy czym każdy małżonek podejmuje w tej sprawie osobistą decyzję, zgodną z sumieniem drugiej osoby. W związku z tym, uprawianie seksu oralnego poza obrębem małżeństwa jest niedozwolone jako jeden z aspektów rozpusty (gr. porneia) i stanowi podstawę do usunięcia ze zboru.

### Islam
Kwestia seksu oralnego jest w islamie kontrowersyjna – niektórzy przywódcy religijni uważają tę formę aktywności seksualnej za dozwoloną, inni nie. Ogólne zasady islamu stwierdzają jednak, że czynności, które nie są wymienione w Koranie jako zabronione, są dozwolone (makruh), dotyczy to także stosunków oralnych.